# Het paviljoen der lusten
Het paviljoen der lusten is het tiende stripalbum uit de Djinn-reeks en behoort samen met Een eeuwige jeugd tot de Indiase cyclus. De strip werd voor het eerst uitgegeven bij Dargaud in juni 2010. Het album is getekend door Ana Miralles met scenario van Jean Dufaux.